# توکوگاوا ماساکو
توکوگاوا ماساکو (انگلیسی: Tokugawa Masako؛ ۲۳ نوامبر ۱۶۰۷ – ۲ اوت ۱۶۷۸) همسر امپراتور گو-یوزی در دوران شوگون‌سالاری توکوگاوا بود.